# Schooneboom
Schooneboom – osada (buurt) w dzielnicy Kwarchi, miasta Willemstad, w dystrykcie Willemstad, w kraju autonomicznym Curaçao, należącym do Holandii, w Ameryce Południowej. 20 października 2023 r. liczyła 61 mieszkańców. Jest najmniejszą osadą w dzielnicy zarówno pod względem powierzchni, jak i liczby mieszkańców.